# 諸士法度
諸士法度（しょしはっと）とは、寛永12年（1635年）に江戸幕府が旗本・御家人を対象として出した法令。寛文4年（1664年）に改訂される。
1万石以上の大名を対象とした武家諸法度と対応する法令である。
旗本法度（はたもとほっと）とも。

## 概要
寛永9年（1632年）に奉行・物頭を対象とした9か条の条目を先駆けとするという説もあるが、大御所･徳川秀忠の没後に動揺する旗本・御家人ら徳川将軍直属の家臣の統制を意図した法令として出されたと考えられている。

## 内容
内容は全23条からなり、忠孝・軍役・振舞・相続・職務・衣服・倹約など広範な範囲にわたって規定が設けられた。
大名には認められた末期養子を旗本・御家人には認めないなど、大名と旗本・御家人との身分区別を明確にする規定が設けられる一方で、武家の統制を目的にした法令という意味では大名を対象とした武家諸法度とは変わりがなく、両者の内容に似通った部分もあったため、第5代将軍・徳川綱吉が天和3年（1683年）に武家諸法度を改正した際に諸士法度を統合した。